# Прогоркание
Прогоркание жиров, проявляющееся в появлении специфического запаха и неприятного вкуса, вызвано образованием низкомолекулярных карбонильных соединений и обусловлено рядом химических процессов.
Различают два вида прогоркания — биохимическое и химическое.
Биохимическое прогоркание свойственно для жиров, содержащих значительное количество воды и примеси белков и углеводов (например, для коровьего масла). Под воздействием содержащихся в белках ферментов (липаз) происходит гидролиз жиров и образование свободных жирных кислот. Увеличение кислотности может не сопровождаться появлением прогорклости. Микроорганизмы, развивающиеся в жирах, выделяют другие ферменты — липооксидазы, под действием которых жирные кислоты окисляются до β-кетокислот. Метилалкилкетоны, образующиеся при распаде последних, являются причиной изменения вкуса и запаха жира. Во избежание этого производится тщательная очистка жиров от примесей белковых веществ, хранение в условиях, исключающих попадание микроорганизмов, и при низкой температуре, а также добавление консервантов (поваренная соль, бензойная кислота) и антиоксидантов.
Химическое прогоркание — результат окисления жиров под действием кислорода, содержащегося в воздухе (автоокисление). Первая стадия — образование перекисных радикалов при атаке молекулярным О2 углеводородных остатков как насыщенных, так и ненасыщенных жирных кислот. Реакция катализируется светом, теплом и соединениями, образующими свободные радикалы (пероксиды, переходные металлы). Перекисные радикалы начинают неразветвлённые и разветвлённые цепные реакции, а также распадаются с образованием ряда вторичных производных — гидроксикислот, эпоксидов, кетонов и альдегидов. Последние и вызывают изменение вкуса и запаха жира. Для жиров, в которых преобладают насыщенные жирные кислоты, характерно образование кетонов (кетонное прогоркание), для жиров с высоким содержанием ненасыщенных кислот — альдегидное прогоркание. Для замедления и предотвращения химического прогоркания используют ингибиторы радикальных реакций: смесь 2- и 3-трет-бутил-4-гидроксианизола (БОА), 3,5-ди-трет-бутил-4-гидрокситолуол (БОТ), эфиры галловой кислоты, а также соединения, образующие комплексы с тяжёлыми металлами (например, лимонная, аскорбиновая кислоты).